# Drosophila nigriculter
Drosophila nigriculter är en tvåvingeart som beskrevs av Toyohi Okada 1988. Drosophila nigriculter ingår i släktet Drosophila och familjen daggflugor.
Artens utbredningsområde är Sri Lanka.